# مالكوم سيسيل
مالكوم سيسيل (بالإنجليزية: Malcolm Cecil)‏ هو عازف جاز وملحن ومنتج أسطوانات بريطاني، ولد في 9 يناير 1937 في لندن في المملكة المتحدة.

## وصلات خارجية
- مالكوم سيسيل على موقع IMDb (الإنجليزية)
- مالكوم سيسيل على موقع ميوزك برينز (الإنجليزية)
- مالكوم سيسيل على موقع أول ميوزيك (الإنجليزية)
- مالكوم سيسيل على موقع ديسكوغز (الإنجليزية)